# Fallstudien
Fallstudien ist ein Musikalbum von Burkhard Beins, Rhodri Davies und Sven-Åke Johansson. Die hauptsächlich im Mai 2013 live im Veranstaltungsort Sowieso Berlin entstandenen Aufnahmen erschienen am 15. März 2017 auf dem Label Ni-Vu-Ni-Connu.

## Hintergrund
Johansson nahm zuvor mit dem Schlagzeuger Burkhard Beins das Album Santa Fé (2003) auf, und Beins und der Harfenist Rhodri Davies spielten im Quartett SLW (mit Lucio Capece und Toshimaru Nakamura) sowie im Trio The Sealed Knot (mit Mark Wastell). 
Burkhard Beins, Rhodri Davies und Sven-Åke Johansson spielten gemeinsam zwei der Stücke auf dem Album; Davies’ Solostück „For Harp, Black Beans, Rice, Red Lentils and Gunpowder Tea“ (wie auf der LP abgebildet) spielt mit dem Klang, der entsteht, wenn die genannten Gegenstände auf seine Harfe gelegt werden. Er lasse sie wie eine japanische Koto, die Geräusche in einer Sanduhr oder wie ein Sommerregen klingen, merkt Mark Corroto an. Es entstand zwei Jahre später, im April 2015.
Das Album erschien auch als Teil von Sven-Åke Johanssons neun LPs umfassenden Boxsets Blue for a Moment.

## Titelliste
- Burkhard Beins / Rhodri Davies / Sven-Åke Johansson: Fallstudien (Ni-Vu-Ni-Connu nvnc-lp007)[3]

1. For Harp and Percussion 18:02
2. For Harp, Black Beans, Rice, Red Lentils and Gunpowder Tea 10:05
3. For Percussion 6:47

## Rezeption

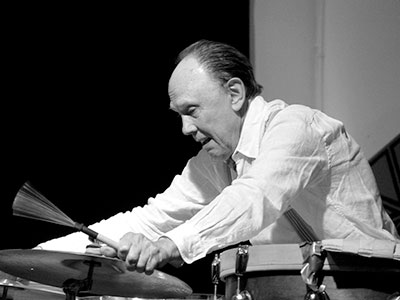
Sven-Åke Johansson (2015)

Nach Ansicht von Mark Corroto, der das Album in All About Jazz rezensierte, würde dieses Trio perfekt zusammenpassen. Die Instrumentierung Schlagzeug/Harfe/Schlagzeug vermittle den Eindruck einer „Laptop- und Schlagzeug-Exkursion“. Dennoch würde jeder Spieler die Möglichkeiten seiner Instrumente erweitern. Das 18-minütige „For Harp and Percussion“ klinge derart, „als würde ein Düsentriebwerk gezündet oder ein Sturm hätte eine Blechfabrik zerstört“. Die Musiker kontrastierten den Maschinenlärm gerne mit der fast völligen Stille leiser Glockenspiele. Von den drei hier zu hörenden Stücken zeige dieser Track die größte Bandbreite. Das kürzeste Stück, „For Percussion“, erzeuge ein wirbelndes Durcheinander aus Kratzen und gezogenen/gestrichenen Saiten. Wenn Klang auch visuell sein kann, dann sei dies hier definitiv der Fall.
Mit akustischen Instrumenten ließen sich Klänge erzeugen, die mit elektronischen verwechselt werden könnten, schrieb Thomas Millroth in den Liner Notes. In der Vermischung würden sie sich zwar ähneln, doch die Spannung erzeugenden Reibungen blieben bestehen. Diese Musik baue sich aus den Spannungen und Ähnlichkeiten zwischen zwei der führenden Schlagzeuger der Improvisationsszene auf, die um die Jahrtausendwende in Berlin entstand. Sie sei hoch aufgeladen, und das Seltsame wäre, wie gut sie mit Rhodri Davies harmoniere, der ganz andere Qualitäten besitzen würde: „eine gewisse Ruhe, eine gewisse Versunkenheit und eine Vorliebe für die schimmernde Klanglandschaft.“